# Paige Turco
Jean Paige Turco (* 17. Mai 1965 in Springfield, Massachusetts) ist eine US-amerikanische Schauspielerin.

## Leben und Karriere
Ihr Schauspieldebüt gab sie 1987 in der Seifenoper Springfield Story. Dort spielte sie die Rolle der Dinah Marler bis 1989.
In der Serie Party of Five wirkte sie 1998 als Annie Mott mit. Inzwischen hat sich Paige Turco auch als Filmschauspielerin einen Namen gemacht. So spielte sie 1996 an der Seite von Jon Cryer in Die Sache mit den Frauen und 2006 in Unbesiegbar – Der Traum seines Lebens neben Mark Wahlberg. Im Jahr 2007 war sie in dem Film Daddy ohne Plan zu sehen. Von 2001 bis 2003 stand sie für die Serie The Agency – Im Fadenkreuz der C.I.A. vor der Kamera. Von 2014 bis 2019 verkörperte sie die Hauptrolle Abigail Griffin in der Science-Fiction-Fernsehserie The 100.
Paige Turco war bis 2017 mit dem Schauspieler Jason O’Mara verheiratet, mit dem sie ein gemeinsames Kind hat.

## Filmografie (Auswahl)
- 1987–1989: Springfield Story (Guiding Light, Seifenoper)
- 1991: Turtles II – Das Geheimnis des Ooze (Teenage Mutant Ninja Turtles II: The Secret of the Ooze)
- 1993: Turtles III (Teenage Mutant Ninja Turtles III)
- 1994: Schluß mit lustig (Dead Funny)
- 1995: Die Todesliste (The Feminine Touch)
- 1995–1996: American Gothic – Prinz der Finsternis (American Gothic, Fernsehserie, 19 Episoden)
- 1996: Die Sache mit den Frauen (The Pompatus of Love)
- 1996–1997: New York Cops – NYPD Blue (NYPD Blue, Fernsehserie, 10 Episoden)
- 1997–1998: Party of Five (Fernsehserie, 18 Episoden)
- 2000: Das Todesvirus – Rettung aus dem Eis (Runaway Virus)
- 2001–2003: The Agency – Im Fadenkreuz der C.I.A. (The Agency, Fernsehserie, 45 Episoden)
- 2006: Unbesiegbar – Der Traum seines Lebens (Invincible)
- 2007: Daddy ohne Plan (The Game Plan)
- 2009: Stepfather (The Stepfather)
- 2010: Secrets of the Mountain
- 2010: Good Wife (Unplugged, Fernsehserie, Episode 1x21)
- 2011: Blue Bloods – Crime Scene New York (Blue Bloods, Fernsehserie, Episode 1x14)
- 2011–2015: Person of Interest (Fernsehserie, 9 Episoden)
- 2014: Navy CIS (NCIS, Fernsehserie, Episode 11x18)
- 2014, 2020: Navy CIS: New Orleans (NCIS: New Orleans, Fernsehserie, 2 Episoden)
- 2014–2020: The 100 (Fernsehserie, 64 Episoden)
- 2015: To Appomattox (Fernsehserie, 4 Episoden)
- 2018: Die verlorene Tochter (Separated at Birth, Fernsehfilm)
- 2020: Books of Blood